# Обер-егермейстер
О́бер-егерме́йстер (нем. Oberjägermeister) — придворный чин в Российской империи. При учреждении Табели о рангах 24 января 1722 года состоял в 6-м классе, 6 мая 1757 года высочайшим указом был перемещён во 2-й класс. Обер-егермейстер относился к первым чинам императорского двора.
Заведовал императорской охотой. В его распоряжении были заведующий хозяйственной частью, царский ловчий, государев стремянной, государев оруженосец.

## Должностные обязанности
Обер-егермейстер совмещал практические навыки организации охоты с административным потенциалом, необходимым для управления обширным персоналом и территориями.
Обер-егермейстер выполнял следующие функции.
- Руководство императорской охотничьей службой.
- Обеспечение безопасности охотничьих территорий.
- Организация церемониальных и официальных охотничьих мероприятий.
- Управление штатом егерей и вспомогательного персонала.
- Контроль за сохранностью охотничьих ресурсов императорских угодий.

Первым известным обер-егермейстером в Российской империи является Артемий Петрович Волынский (1736 год).